# Battlefield 4
Battlefield 4 é um jogo eletrônico de tiro em primeira pessoa desenvolvido pela DICE e publicado pela Electronic Arts. É o décimo terceiro título da série, sequência de Battlefield 3, e foi lançado entre outubro e novembro de 2013 para Microsoft Windows, PlayStation 3, Xbox 360, PlayStation 4 e Xbox One.
Em Julho de 2012, Battlefield 4 foi anunciado não oficialmente, depois de ter sido publicitado que os clientes que fizessem a pré-reserva de Medal of Honor: Warfighter teriam acesso antecipado à beta de Battlefield 4.
Battlefield 4 foi no geral bem recebido pela critica especializada, com os sites de criticas agregadas GameRankings e Metacritic dando à versão PC 85,39% e 85/100, à versão PlayStation 3 81,87% e 86/100, à versão PlayStation 4 85,00% e 87/100 e à versão Xbox 360 81,00% e 81/100, respectivamente

## Jogabilidade
Battlefield 4 introduz várias mudanças, se comparando ao Battlefield 3. O HUD é similar, composto com dois retângulos compactos. O canto inferior esquerdo contém um mini-mapa para navegação e, em cima deste, uma barra de notificações simplificada: o canto inferior direito inclui o contador de munições e a barra de energia. O mini-mapa, assim como a tela principal, mostram símbolos para várias entidades: azul para aliados, verde para membros de esquadrão, e vermelho/laranja para inimigos.
Os jogadores podem agora conseguir pontos durante a campanha e ganhar diversas armas exclusivas (em Battlefield 3, foi usado um sistema parecido mas no modo cooperativo), designações, DogTags exclusivas também da campanha. Em Battlefield 4 o jogador pode usar armas com duas miras/telescoópios, incluindo armas com vários tipos de disparo (e.g. disparo simples, disparo automático). Os jogadores conseguem optar entre os alvos - marcando a sua posição para os companheiros - durante a campanha (novidade na série Battlefield) assim como no multijogajdor, permitindo aos colegas eliminar ou suprimir inimigos.
Além disso, o jogador tem mais capacidades de sobrevivência, como contra-ataques físicos diretos, disparos com a arma secundária ao nadar e alguns gadgets, além de mergulhar para evitar ser detectado pelo inimigo. A campanha também usa veículos para permitir ao jogador atravessar pequenas seções do gênero de jogos em mundo aberto (sandbox).

### Multijogador

Um arranha-céus desmorona-se em "Arranha-céus". Estes eventos "Levolution" alteram o mapa de muitas maneiras, dependendo de "como [os jogadores] afecta o mundo, e o mundo afecta [eles] de volta."

Foi confirmado que no multijogador de Battlefield 4 há três facções jogáveis (Estados Unidos, China e Rússia) e até 64 jogadores simultâneos no próprio servidor de PC, PlayStation 4 e Xbox One ,tambem com um pelotão(squad) de cinco pessoas. Também está confirmado o retorno do "Modo Commander" visto pela última vez em Battlefield 2142, que dá a certos jogadores (um por equipe) uma visão de todo o mapa e a capacidade de dar ordens aos companheiros. Além disso, o comandante pode observar a batalha através dos olhos dos jogadores no campo, fazendo com que ele coloque veículos e ordene ataques com mísseis em alvos inimigos. Também foi confirmado um modo espectador, o qual permite a outros jogadores "assistirem" aos outros em primeira ou terceira pessoa. Tal como o uso de uma câmara livre para se deslocar em torno do mapa a partir de qualquer ângulo.
Em Junho de 2013 , durante a E3, a DICE mostrou o mapa "Siege of Shanghai", colocando o Exército de Libertação Popular contra o Corpo de Fuzileiros Navais dos Estados Unidos. A demo mostrava o modo "Commander"; novas armas e novos veículos, e ainda a mecânica "Levolution". O video mostrava vários exemplos de "Levolution", incluindo: um jogador destruindo um pilar de suporte para encurralar um tanque inimigo; e um arranha-céus a desmoronar no centro do mapa (com um dos objetivos no ultimo piso), criando uma enorme nuvem de pó e trazendo o objetivo para o chão. "Levolution" também inclui outros efeitos, como disparar contra um extintor para encher uma divisão interior de gases; alarmes de automóveis que podem ser disparados; detectores de metais que se desligam; ou o corte de eletricidade em um quarto para reduzir a visibilidade. A mecânica "Levolution" está incluída em todos os mapas.
A lista completa de mapas foi revelada em 7 de Setembro de 2013. O jogo base tem dez mapas: "Siege of Shanghai", "Paracel Storm", "Zavod 311", "Lancang Dam", "Flood Zone", "Rogue Transmission", "Hainan Resort", "Dawnbreaker", "Operation Locker" e "Golmud Railway".
Novos modos, entre outros que voltam a ser usados, também foram revelados no mesmo dia pela DICE; esta afirmou que "todos os modos são usados em todos os mapas". Os modos incluem os clássicos Battlefield "Conquest", "Domination" e "Rush"; enquanto acrescentam dois novos, "Obliteration" e "Defuse", juntamente com os tradicionais como "Team Deathmatch" e "Squad Deathmatch".

### Customização
Battlefield 4 se destacou pelo seu amplo arsenal incluindo fuzis de assalto, carabina, fuzis de precisão, metralhadoras entre outros. Todas essas armas pode ser customizadas para melhorar seu desempenho em batalha, as customizações inclui miras de diferentes tipos e ampliações, acessórios como lasers e lanternas, há também os acessórios de cano que trazem impactos considerável no desempenho da arma modificando a estabilidade e precisão, também é possível alterar a skin da arma para camuflar, mas isso não modifica os aspectos da arma sendo apenas uma pintura.

## Sinopse
A campanha de Battlefield 4 se desenrola em 2020, seis anos após os eventos do seu antecessor. As tensões entre os  Estados Unidos e o Irão estão muito elevadas devido a um conflito que já dura seis anos. Além disso, a China também está prestes a entrar em guerra, sobretudo devido aos planos do Almirante Chang de retirar o atual governo chinês do poder: se for bem sucedido, os russos terão total apoio dos chineses, incluindo assim a China na guerra contra os Estados Unidos.
O jogador controla o Sgt. Daniel "Reck" Recker, um membro do "Grupo de Combate 'Tombstone'". Seus colegas incluem: o líder do grupo, Sgt. Dunn; o segundo em comando, Sgt. Kimble "Irish" Graves; e o médico de campo Sgt. Clayton "Pac" Pakowski. Muito cedo na campanha, juntam-se à Tombstone o agente da CIA Laszlo W. Kovic e a agente dos serviços secretos chineses Huang "Hannah" Shuyi, em um determinado ponto da campanha, aparecerá um c 130

## Desenvolvimento
Frank Gibeau, presidente da Electronic Arts, confirmou que a companhia tinha intenções de editar uma sequência, durante uma nota na Universidade da Califórnia, onde disse "Haverá um Battlefield 4". Mais tarde, um porta-voz da EA disse à IGN: "Frank estava falando amplamente sobre a marca Battlefield - uma marca pela qual a EA é profundamente apaixonada e tem uma comunidade de fãs com a qual a EA está comprometida." Na véspera do lançamento de Battlefield 3, a DICE afirmou à Eurogamer que tinham esperança de um dia fazer Battlefield 4. "É como se fosse o primeiro dia," disse o produtor executivo Patrick Bach. "É excitante. O motor Frostbite 2 abriu-nos um enorme horizonte e podemos fazer aquilo que quisermos".
Devido à recepção variada ao modo Co-op de Battlefield 3, a DICE decidiu omitir esse modo de Battlefield 4 para focar principalmente na campanha e no multijogador. A DICE abriu um beta disponível para Windows (64 Bit), Xbox 360 e PlayStation 3. Continha os modos Domination, Conquest e Obliteration usados no mapa "Siege of Shanghai". O beta começou a 4 de outubro de 2013 e terminou a 15 de outubro de 2013.

### Motor
Battlefield 4 foi construído no novo motor Frostbite 3. O novo Frostbite permite ambientes mais realísticos com maiores índices de resolução e efeitos de partículas. Um novo sistema de "água em rede" permite a todos os jogadores verem a mesma onda ao mesmo tempo. A tesselação também foi melhorada. Um teste Alpha começou a 17 de junho de 2013 com os jogadores de Battlefield 3 a receberem convites um dia antes. O teste demorou duas semanas, usava o mapa "Siege of Shanghai" com todas as texturas removidas.

## Marketing
Em março de 2013, a Electronic Arts lançou três pequenos vídeos com o titulo "Prepare 4 Battle", mostrando três de tipos de combate: aéreo, terrestre e marítimo. Ao mesmo tempo, lançou a página oficial do jogo. Esperava-se que o jogo fosse revelado na totalidade durante a Game Developers Conference, em 26 de março de 2013, sendo que no dia seguinte, foi mostrado um video, "Fishing in Baku", que mostrava 17 minutos da jogabilidade.
Em julho de 2012, Battlefield 4 foi anunciado quando a Electronic Arts divulgou no seu cliente Origin que quem reservasse Medal of Honor: Warfighter (tanto digital como a edição limitada) teria acesso antecipado ao beta de Battlefield 4; tal foi depois expandido até aos jogadores que tinham adquirido o pacote Battlefield 3 Premium e aos usuários Origin que tinham pré-reservado a edição Battlefield 4 Digital Deluxe Edition.
Por causa da má recepção dos jogadores, em maio de 2013 a EA descontinuou a senha para acessar os modos online para futuros jogos, incluindo Battlefield 4.

## Recepção

### Criticas Profissionais
Battlefield 4 foi no geral bem recebido pelos críticos. Os sites de criticas agregadas GameRankings e Metacritic deram à versão para PC 85.39% e 85/100, à versão PlayStation 3 81.87% e 86/100, à versão PlayStation 4 85.00% e 87/100 e à versão Xbox 360 81.00% e 81/100, respectivamente.
Chris Watters da GameSpot elogiou o modo Obliteration e outros elementos do multijogador mas ficou pouco impressionado com o modo história. Mitch Dyer da IGN disse que em todas as versões "Battlefield 4 é o álbum dos sucessos do legado da DICE no multijogador".

### Vendas
Durante a primeira semana de vendas no Reino Unido, Battlefield 4 tornou-se o segundo jogo mais vendido em todos os formatos disponíveis, apenas atrás de  Assassin's Creed IV: Black Flag. As vendas do jogo foram 69% menores em comparação com Battlefield 3, de 2011. A EA colocou a culpa da queda na demanda na incerteza sobre a próxima geração de consoles, que transitava para a oitava. De acordo com NPD Group, Battlefield 4 foi o segundo jogo mais vendido em novembro de 2013 nos Estados Unidos, atrás apenas de Call of Duty: Ghosts. Em  fevereiro de 2014, a EA anunciou que o serviço Premium vendeu mais de 1.6 milhões de cópias. Em maio de  2014, o jogo havia vendido mais de 7 milhões de cópias.

### Prêmios
De acordo com a  EA, Battlefield 4 recebeu prêmios de mais de 30 canais de jornalismo de videogames.
| Ano  | Premiação                | Categoria                | Nomeado       | Resultado |  |
| ---- | ------------------------ | ------------------------ | ------------- | --------- |  |
| 2013 | GamesRadar, E3 2013      | Most Valuable Game Award | Battlefield 4 | Venceu    |  |
| 2013 | GamesRadar, E3 2013      | Game of Show             | Battlefield 4 | Venceu    |  |
| 2013 | GamesRadar, E3 2013      | Best Graphics            | Battlefield 4 | Venceu    |  |
| 2013 | Game Chronicles, E3 2013 | Best Multiplayer Game    | Battlefield 4 | Venceu    |  |
| 2013 | Game Chronicles, E3 2013 | Best FPS Game            | Battlefield 4 | Indicado  |  |
| 2013 | Game Chronicles, E3 2013 | Best Game of Show        | Battlefield 4 | Indicado  |  |
| 2013 | Game Chronicles, E3 2013 | Public Award             | DICE          | Venceu    |  |

### Proibição na China
No final de dezembro de 2013, logo após o lançamento da DLC "China Rising", a China proibiu a venda do Battlefield 4, solicitando que lojas e vendedores on-line removessem o jogo e encorajando aqueles que já compraram o jogo a removê-lo de seus consoles e / ou PCs. O jogo foi visto como um risco de segurança nacional sob a forma de uma invasão cultural, uma vez que a DLC inclui quatro mapas no país da China.

Um editorial do jornal China National Defense Newspaper (uma subsidiária do PLA Daily) publicado em dezembro de 2013 criticou o jogo por desacreditar a soberania nacional da China, e afirmou que no passado a União Soviética era frequentemente usada como um inimigo imaginário em videogames a mudança voltou-se recentemente para a China.